# Angiostoma schizoglossae
Angiostoma schizoglossae är en rundmaskart som beskrevs av Serge Morand och Barker 1994. Angiostoma schizoglossae ingår i släktet Angiostoma och familjen Rhabdiasidae. Inga underarter finns listade i Catalogue of Life.